# Coleophora luciennella
Coleophora luciennella is een vlinder uit de familie kokermotten (Coleophoridae). De wetenschappelijke naam is voor het eerst geldig gepubliceerd in 1992 door Nel.
De soort komt voor in Europa.